# Seiya Inoue (Fußballspieler, 1999)
Seiya Inoue (japanisch 井上 聖也 Inoue Seiya; * 9. November 1999 in der Präfektur Hyōgo) ist ein japanischer Fußballspieler.

## Karriere
Seiya Inoue erlernte das Fußballspielen in der Jugendmannschaft des Suehiro FC, in den Schulmannschaften der Hobai Jr High School und der Nishinomiya High School, sowie in der Universitätsmannschaft der Kōnan-Universität. Die Saison 2021 wurde er von der Universität an Avispa Fukuoka ausgeliehen. Der Verein aus Fukuoka spielte in der ersten japanischen Liga. Während seiner Ausleihe kam er für den Erstligisten nicht zum Einsatz. Nach der Ausleihe wurde Inoue am 1. Februar 2022 fest von Avispa unter Vertrag genommen. Sein Erstligadebüt gab Seiya Inoue am 25. Juni 2023 (18. Spieltag) im Heimspiel gegen Vissel Kōbe. Bei der 0:3-Heimniederlage wurde er in der 39. Minute für den verletzten Kennedy Egbus Mikuni eingewechselt.